# Bealsville
Pour les articles homonymes, voir Beallsville.
Bealsville est une census-designated place du comté de Hillsborough, dans l'État de Floride, aux États-Unis,.